# Métier (textile)
Pour les articles homonymes, voir métier.

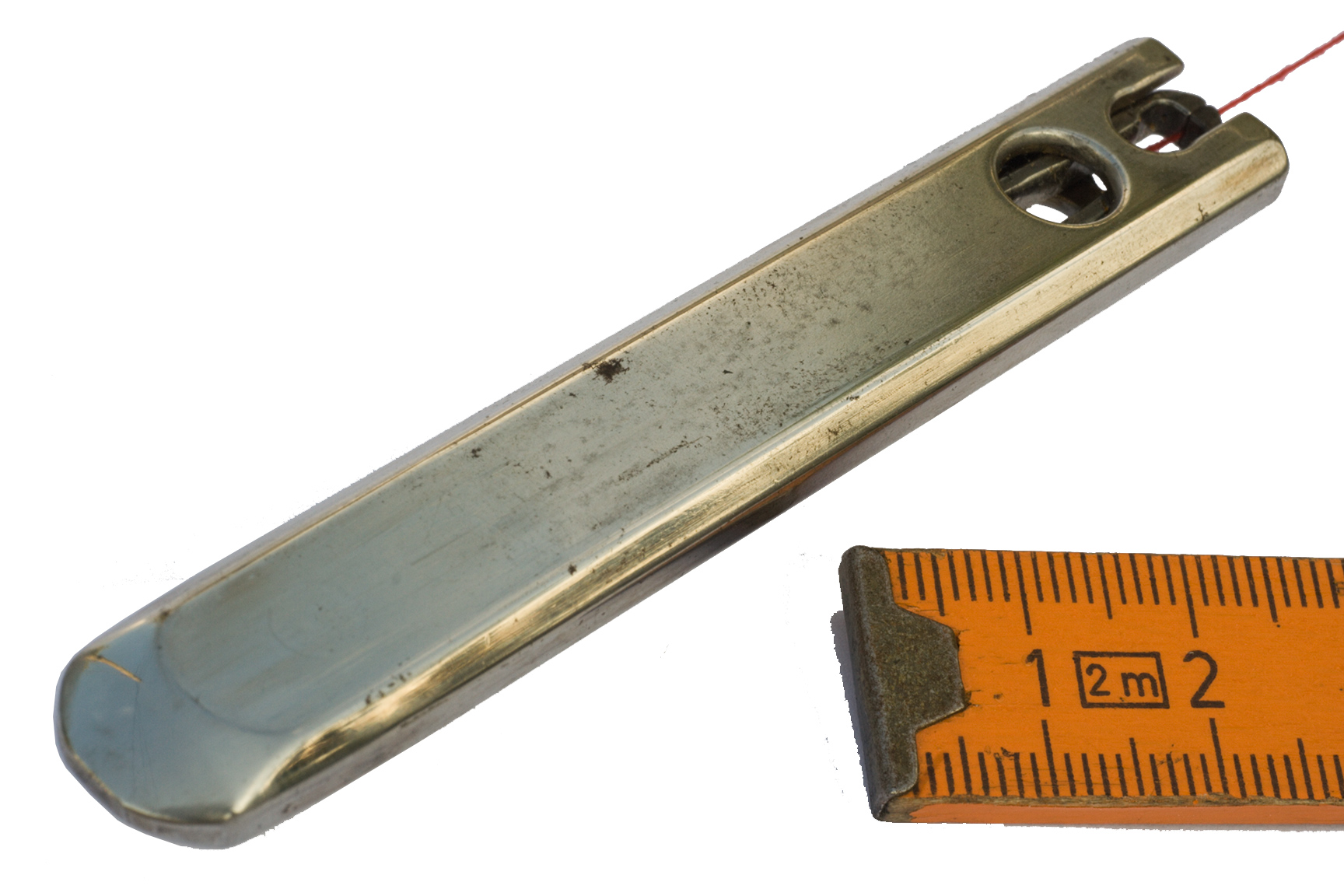
Projectile d'un métier à tisser manuel

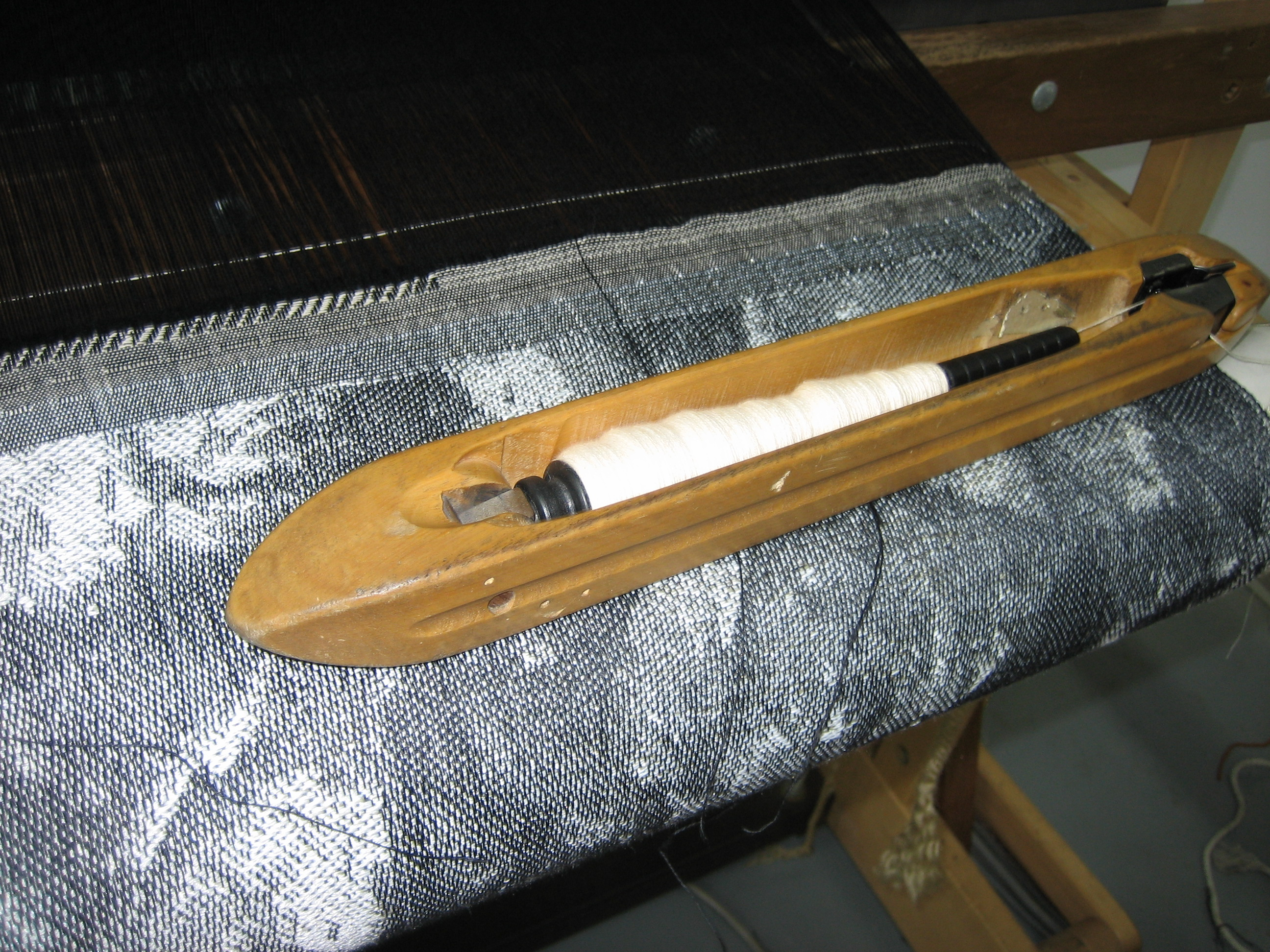
Navette de Métier Jacquard

Dans le domaine du textile, un métier désigne une machine servant à ouvrer les textiles.
Ils sont de diverses sortes :
- métiers à main (encore fréquent dans le tiers-monde et en recrudescence dans l'artisanat européen, professionnel ou ludique), ou mécaniques, automatique, ou semi-automatique ;
- métiers à tisser les tissus ou les tapis, métiers à filer la laine ou le coton, etc., métiers à retordre la ficelle, métiers à peigner le lin, métiers à tricoter, métiers à dentelles, métiers à broder, métiers à renvider, etc. ;
- métiers à tisser circulaire, rectiligne, avec ou sans navette, continu, etc. ;
- métier à tresses ou métier à lacets.

L'invention et la généralisation au XIXe siècle des métiers à tisser automatisés (Métier Jacquard en 1800), prolongées de l'invention de la machine à peigner le lin (Philippe de Girard en 1817), sont au cœur d'une révolution technique et sociale de toute une profession et de certaines régions de France (par exemple : révolte des Canuts à Lyon).

## Métier à la tire
(...) « Il fut inventé pour permettre de tisser des motifs complexes dans lesquelles il fallait soulever jusqu'à 100 combinaisons de fils de chaîne à différents moments. Les différentes combinaisons étaient attachées à de nombreuses lisses qu'une deuxième personne devait soulever tour à tour.
Le modèle fut modifié pour en simplifier l'utilisation (notamment le placement de la deuxième personne) au début du XVIIe siècle par un tisserand français, Claude Dangon. »
Le métier à la tire, un métier pour tisser des tissus façonnés=  des tissus avec un motif plus ou moins élaboré, et par manque de cadres /lames pas tissable sur un métier à cadres et pédales- a connu depuis les IIe/IIIe/IVe siècles apr. J.-C. jusqu'au début du XIXe siècle une lente évolution.
Un métier à la tire est équipé de cadres/lames  lesquelles se lèvent et se baissent ET 'un harnais  de tire. Ce harnais de tire (2 était le maximum) forme le dessin est actionné par le tireur ou une tireuse. (XVIIIe siècle) le tisserand  actionne au même moment ces cadres/lames grâce aux pédales, lance la navette, tasse sa trame et tisse. 
Le nombre de combinaison était plus beaucoup plus grand que 100 ! Ce nombre dépendait de la hauteur du motif à tisser. 
Le harnais de tire, enfilé avec une découpure de chaîne, réparti dans les lisses de ses cadres, et grâce aux maillons ouverts ou fermés de ces lisses un même fil pouvait se lever et se baisser. Impensable sur un métier de nos jours !
Les harnais de tire était équipé de cordes, de cordes de rames, des samples et des lacs. 
Les samples  étaient sélectionnés suivant le motif à exécuter et sécurisés par un lac= une ficelle solide. 
le tireur tirait la ficelle = lac et le harnais de tire se levait, grâce aux cordes de rames et les cordes, attachées aux lisses de tire(au Maroc, Mexique... des cadres  de tire) suivant le motif. Au même moment le tisserand pédalait ses cadres et lançait sa trame. Inutile de dire que le mouvement entre les 2 personnes devrait être parfait, sinon :  erreur dans le tissu. 
Après la Révolution française, la ville de Lyon- mise en sac-  lança un concours pour trouver un métier à tisser pour tissus façonnées, actionnés par une personne.  Produisant  moins chers, plus vite et pour tout le monde.
J.M. Jacquard, après X et X échecs, est arrivé à laisser fonctionner - plus ou moins, surtout moins que plus - un mécanique supprimant le tireur, et s'est retiré avec une pension de la ville de Lyon vers 1815.
Messieurs Breton, Belly, Skola ont, entre 1815 en 1820, tout fait pour que de mécanique dit « jacquard » arrive à fonctionner. Un tisserand était payé au mètre.
Au début la mécanique était très petits, 110 à 220 crochets.  200 ans plus tard nous avons des mécaniques électroniques avec 6000 crochets. 
On peut encore voir des métiers à la tire en action : à Lyon (France) à la Maison des Canuts ; à Grosschönnau (Allemagne), à Fes (Maroc) dans la Médina. À Tourcoing au centre historique, place Roussel, il y avait une maquette d'un métier à la tire indiqué sous le nom « métier à tapis ».  En Chine  dans la ville de Nanjing, Hangzhou... De plus ce métier à la tire chinois voyage à travers le monde. Il existe toujours l'association internationale damask weavers et des tisserands passionnés par ce métier à la tire, encore en vente dans les pays Scandinaves en 1987.

## Métier à tresses

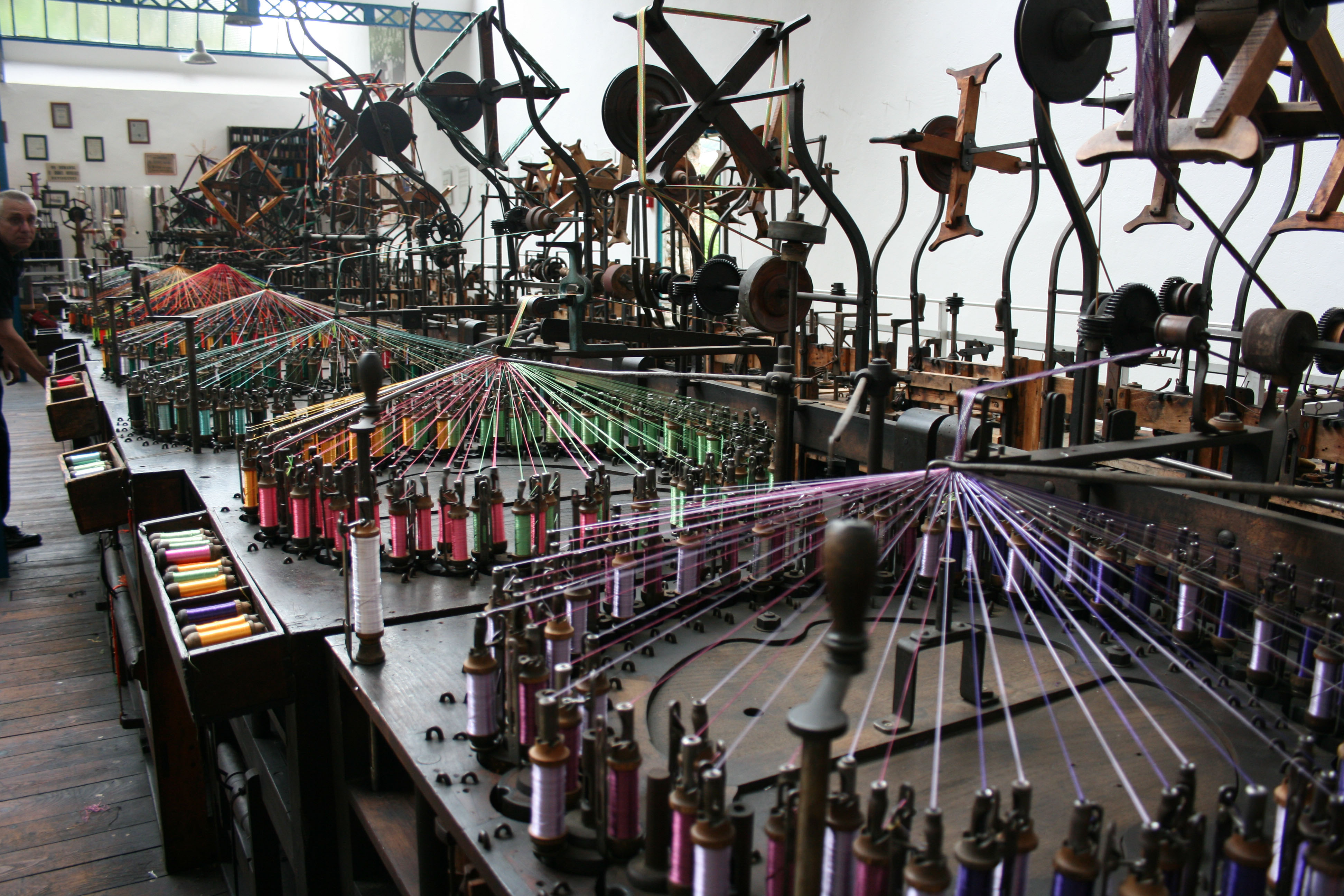
Un métier à tresses à la Maison des tresses et lacets

Il s'agit de métier à plateau tournants permettant la fabrication de tresses, rubans, croquets, galons, lacets et autres accessoires de la mode féminine.